# Giovanni Campiglio
Giovanni Campiglio (1814 – 1854) è stato uno storico e romanziere italiano.

## Biografia
Se ne ipotizza un'origine milanese; una sua ricostruzione biografica è stata tentata da Alessandro Visconti in "A proposito della parentela e della discendenza di Giovanni Campiglio letterato milanese".
Attivo a Milano nella prima metà del XIX secolo, fu autore di opere e romanzi storici di ambientazione prevalentemente milanese, fra questi si annoverano:
- Storia generale dell'Italia, dagli antichissimi tempi fino a' di nostri;
- Storia di Milano, scritta dietro la scorta particolarmente di quella del cavaliere Carlo de' Rosmini;
- La figlia d'un Ghibellino. Romanzo storico risguardante Milano al cominciare del secolo XV;
- Elena della Torre, o sia Milano seicento anni fa racconto;
- Uberto Visconti, romanzo storico risguardante Milano ai tempi di Bernabo e Gian-Galeazzo Visconti;
- Lodovico il Moro, romanzo storico;[3]
- Laura, o Scene Storiche De' Tempi Di Cola Di Renzo;
- Oldrado, racconto storico risguardante Milano alla meta del secolo 15.